# Fuel for the Fire (Impellitteri)
Fuel for the Fire è il terzo EP del gruppo heavy metal statunitense Impellitteri, pubblicato nel 1997 per la JVC.

## Tracce
1. Fuel for the Fire – 4:26
2. Stand Or Fall – 4:37
3. Paradise – 6:01
4. Tears In The Eyes Of The World – 3:11

## Formazione
- Chris Impellitteri - chitarra
- James Amelio Pulli - basso
- Edward Harris Roth - tastiera
- Ken Mary - batteria
- Rob Rock - voce